# Jewgenija Andrejewna Poljakowa

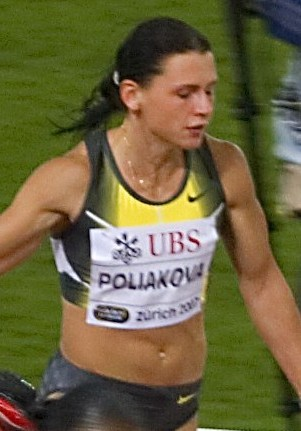
Poljakowa in Zürich 2007

Jewgenija Andrejewna Poljakowa (russisch Евгения Андреевна Полякова, engl. Transkription Yevgeniya Polyakova; * 1983 in Moskau) ist eine russische Sprinterin.
2007 wurde sie europäische Vize-Hallenmeisterin im 60-Meter-Lauf und mit ihrer persönlichen bestzeit von 11,09 Sekunden nationale Meisterin im 100-Meter-Lauf. Bei den Weltmeisterschaften in Osaka schied sie im Halbfinale des 100-Meter-Laufs aus.
2008 wurde sie bei den Hallenweltmeisterschaften in Valencia Fünfte über 60 m. Bei den Olympischen Spielen 2008 kam sie im Einzelbewerb erneut bis ins Halbfinale; die mit der russischen 4-mal-100-Meter-Staffel gewonnene Goldmedaille wurde ihr 2016 aberkannt, da Julija Tschermoschanskaja bei Nachtests des Dopings überführt wurde.